# Saltillo de Abajo
Saltillo de Abajo är en ort i Mexiko.   Den ligger i kommunen Acatic och delstaten Jalisco, i den centrala delen av landet, 400 km väster om huvudstaden Mexico City. Saltillo de Abajo ligger 1 753 meter över havet och antalet invånare är 191.
Terrängen runt Saltillo de Abajo är varierad. Runt Saltillo de Abajo är det ganska tätbefolkat, med 86 invånare per kvadratkilometer. Närmaste större samhälle är Tepatitlán de Morelos, 12,5 km nordost om Saltillo de Abajo. I omgivningarna runt Saltillo de Abajo växer huvudsakligen savannskog.